# Dahlem, Euskirchen
Dahlem là một đô thị ở huyện Euskirchen trong bang Nordrhein-Westfalen, Đức. Đô thị Dahlem nằm ở đồi Eifel, khoảng 35 km về phía tây nam của Euskirchen. Thị trấn thời Trung cổ Kronenburg thuộc đô thị này.